# Masataka Kani
Masataka Kani (可児 壮隆 Kani Masataka?, nacido el 18 de abril de 1991 en Kanagawa) es un futbolista japonés que se desempeña como centrocampista.

## Trayectoria

### Clubes
| Club              | País  | Año    |
| ----------------- | ----- | ------ |
| Kawasaki Frontale | Japón | 2014   |
| Shonan Bellmare   | Japón | 2015   |
| Zweigen Kanazawa  | Japón | 2016   |
| FC Imabari        | Japón | 2017   |
| Gainare Tottori   | Japón | 2018 - |

## Estadística de carrera

### J. League
| Club              | Año   | J. League | J. League | Copa J. League | Copa J. League | Total | Total |
| Club              | Año   | Part.     | Goles     | Part.          | Goles          | Part. | Goles |
| ----------------- | ----- | --------- | --------- | -------------- | -------------- | ----- | ----- |
| Kawasaki Frontale | 2014  | 0         | 0         | 0              | 0              | 0     | 0     |
| Shonan Bellmare   | 2015  | 9         | 0         | 5              | 0              | 14    | 0     |
| Zweigen Kanazawa  | 2016  | 13        | 0         | -              | -              | 13    | 0     |
| Total             | Total | 22        | 0         | 5              | 0              | 27    | 0     |